# Pękowo (Mazovie)
Pour les articles homonymes, voir Pękowo.
Pękowo (prononciation : [pɛŋˈkɔvɔ]) est un village polonais de la gmina de Gzy dans le powiat de Pułtusk de la voïvodie de Mazovie dans le centre-est de la Pologne.
Il se situe à environ 9 kilomètres au nord-ouest de Pułtusk (siège de le powiat) et à 60 kilomètres au nord de Varsovie (capitale de la Pologne).

## Histoire
De 1975 à 1998, le village appartenait administrativement à la voïvodie de Ciechanów.